# Werderklinik

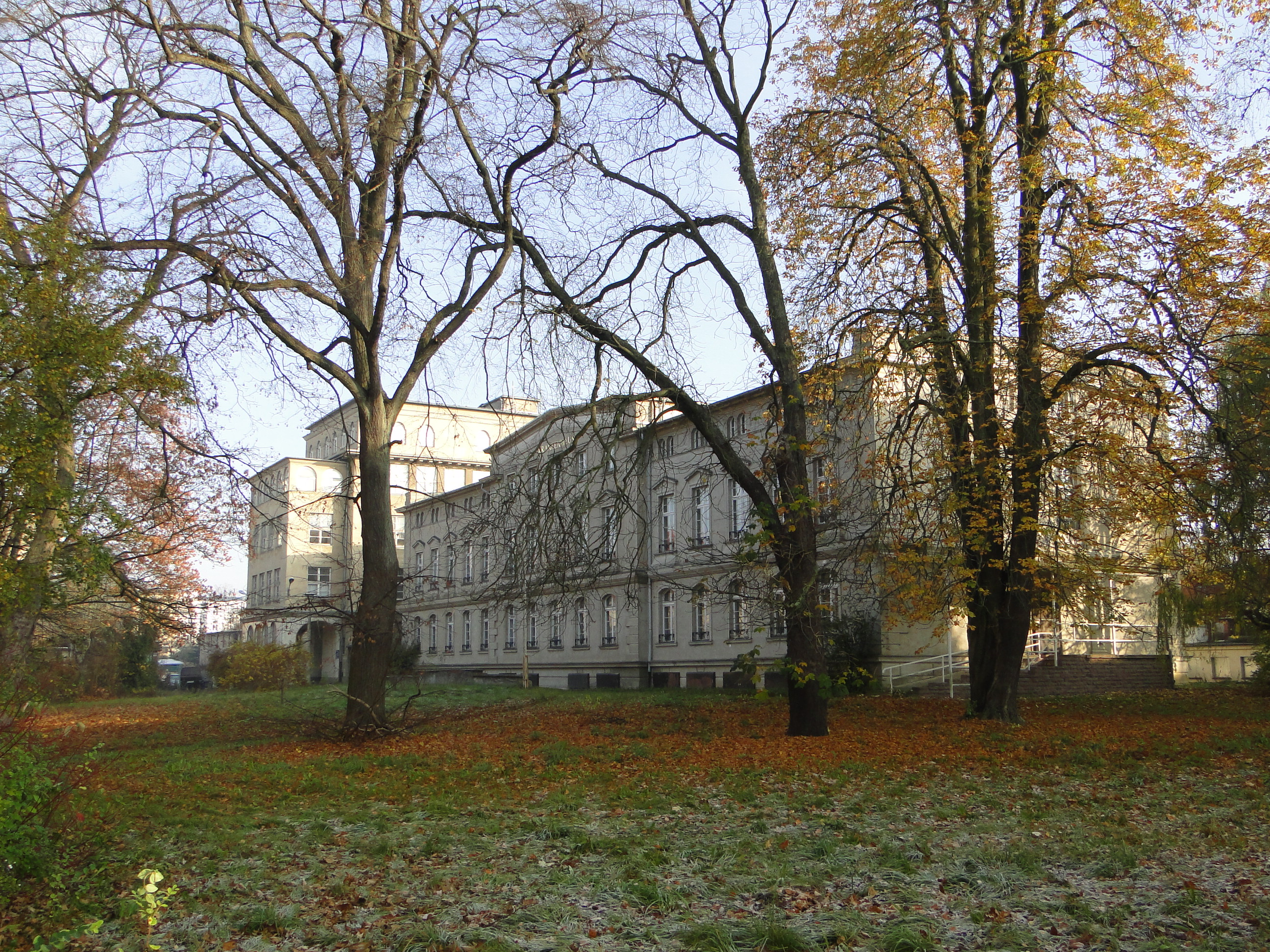
Ehem. Werderklinik, dahinter Hauptgebäude

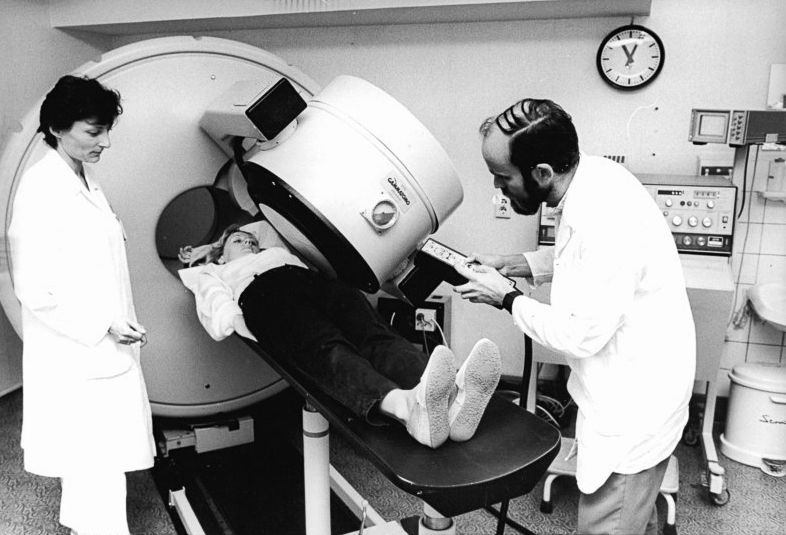
Untersuchungen mit einem Computertomografen im Bezirkskrankenhaus Schwerin, 1989

Das Gebäude der ehemaligen Werderklinik in Schwerin, Stadtteil Schelfstadt, Werderstraße 30 und Robert-Koch-Straße 42, ist ein Baudenkmal in Schwerin. Seit 2014 ist es das Verwaltungsgebäude der VR-Bank Schwerin.

## Geschichte
Die Schelfstadt, ursprünglich die Schelfe, seit 1349 auch Neustadt, entwickelte sich seit dem 11. Jahrhundert als zunächst selbstständiger Ort und ab 1705 als Stadt und wurde 1832 Stadtteil von Schwerin.
Im Jahr 1841 entstand das Stadtkrankenhaus Schwerin nach Plänen des Güstrower Architekten Georg Adolf Demmler auf Initiative des Senators Strempel. Es war eines der ersten Krankenhausbauten in Mecklenburg. Die Einrichtung erhielt den Namen Werderklinik nach der hier verlaufenden Straße.
Nach 1930 wurde das Krankenhaus saniert. An den Hauptbau wurde 1930/31 ein neues Hauptgebäude, der Hamann-Bau, angefügt. Die Klinik verfügte nun über etwa 200 Betten.
Nach Gründung der DDR, von 1952 bis um 1976 war es zur Sicherung der Schwerpunktversorgung das Bezirkskrankenhaus des Bezirks Schwerin, dessen ärztlicher Leiter der Mediziner Ekkehard Schütze von 1945 bis 1974 war. Der Hauptbau erhielt zu dieser Zeit an der Ostseite einen Anbau.
Um 1976 entstand an der Wismarschen Straße ein neues Bezirkskrankenhaus und war bis 1989 ein wichtiges medizinisches Versorgungszentrum.
Nach der deutschen Wiedervereinigung, 1999 wurde die Werderklinik Medizinisches Zentrum und 2004/05 von dem Krankenhauskonzern Helios übernommen. Die Helios Kliniken Schwerin behielten dann nur den Fachbereich Orthopädie am Standort Werderklinik. Sämtliche medizinischen Einrichtungen auf dem Gelände wurden schließlich in den 2010er Jahren vollständig aufgegeben.
Seit 2014 befindet sich in den umgebauten Gebäuden die VR-Bank. Die Bank ließ die Bauwerke gründlich und denkmalgerecht sanieren, bevor sie hier einzog. Das planende Architektenbüro Brenncke strebte #„die weitgehende Wiederherstellung des gesamtheitlichen architektonischen Erscheinungsbildes des Gebäudeensembles von 1931“ an. An den Hamann-Bau wurde ein eingeschossiger Neubau gestellt, der durch seine moderne Gestaltung mit viel Glas und Metall als Symbol für „die dritte Bau-Epoche nach Demmler und Hamann“ – so Joachim Brenncke – gelten soll.

## Architektur
Das Krankenhaus bestand aus zwei mit einem Zwischentrakt verbundenen Häusern sowie dem Pförtnerhaus, dem Wohnhaus des Chefarztes, dem Heizhaus und dem Siechenhaus, die zu verschiedenen Zeiten errichtet worden waren:
- das vier- bis fünfgeschossige Hauptgebäude von 1930/31, der Hamann-Bau, entworfen von Andreas Hamann im Stil des Bauhauses,
- ein zweigeschossiges Pförtnerhaus, Werderstraße 28a,
- das ehem. Wohnhaus des Chefarztes, Barcastraße 7, stammt von 1954.
- Das ehem. Heizhaus, Hospitalstraße 7, wurde zu einem Wohnhaus umgebaut.
- Das ehem. Siechenhaus von 1901, Robert-Koch-Straße 22–34, mit einer markanten Fassade aus Backstein und den Rundbogenfenstern wurde ebenfalls zu einem Wohnhaus umgebaut.[5]

Die Freiflächen mit Bepflanzung, Wegeführung und Einfriedung am Krankenhaus und vor dem ehem. Siechenhaus stehen neben den oben genannten Bauwerken auch unter Denkmalschutz.

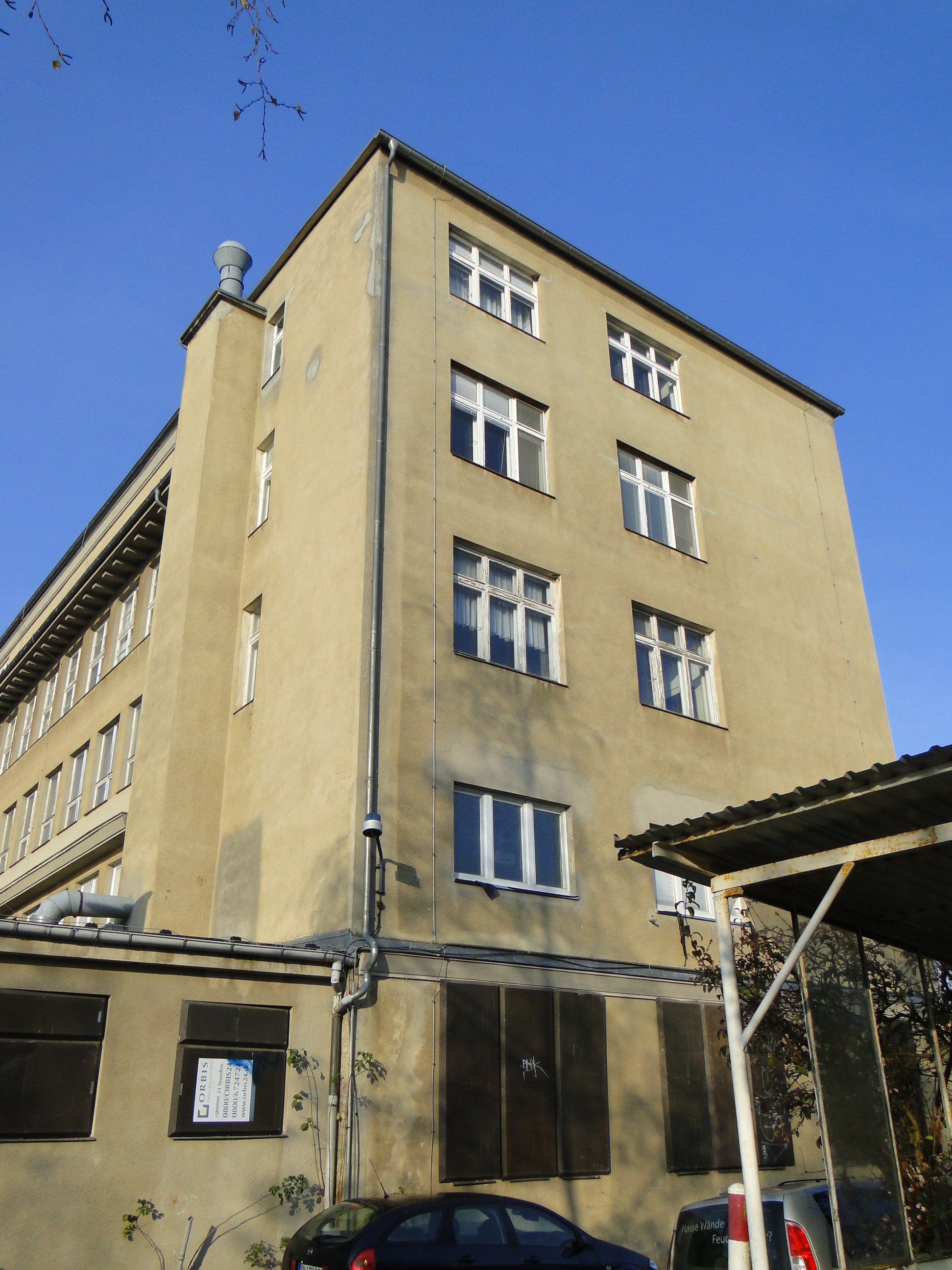
Hauptgebäude, unsaniert
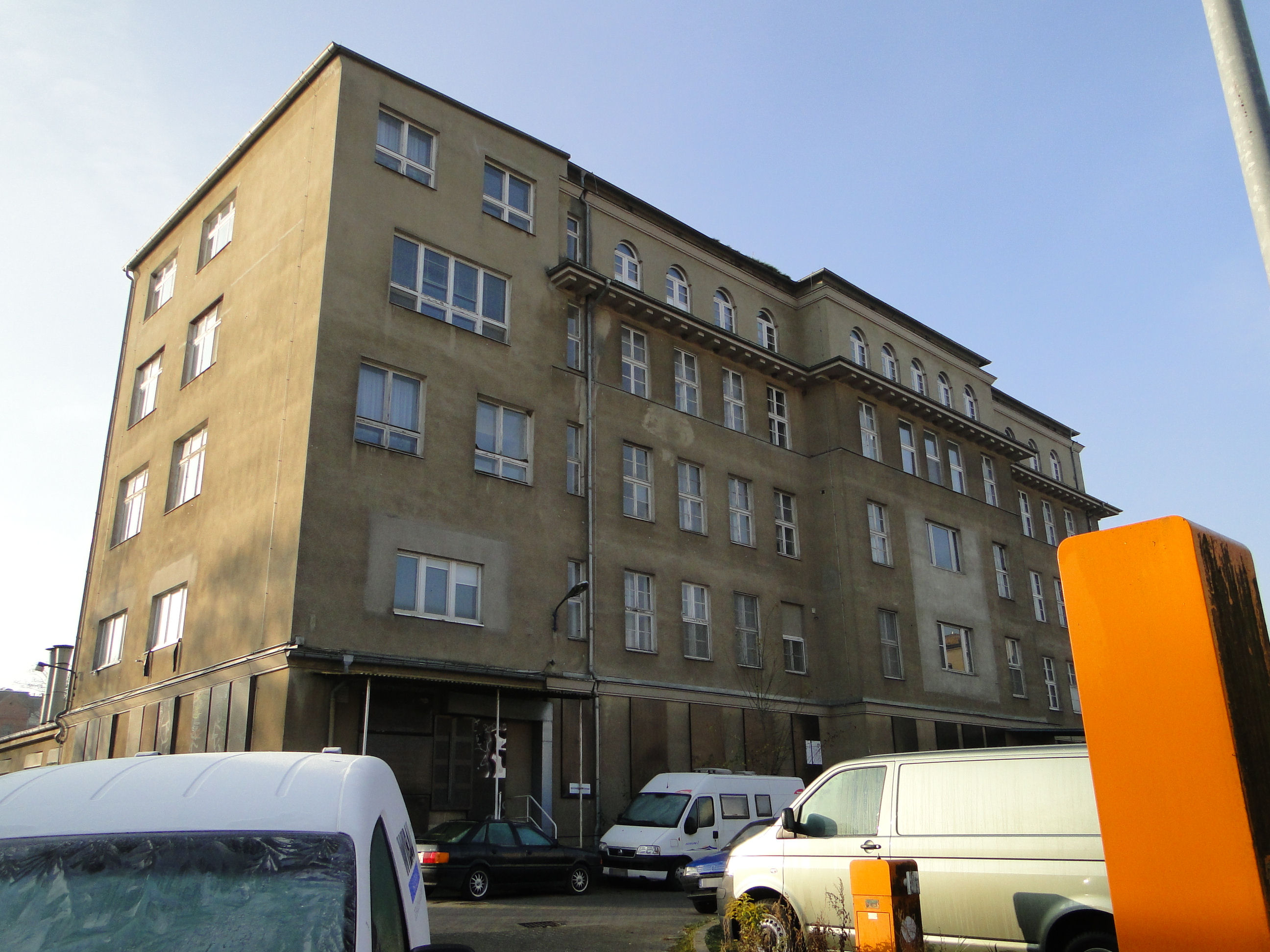
Hauptgebäude, unsaniert
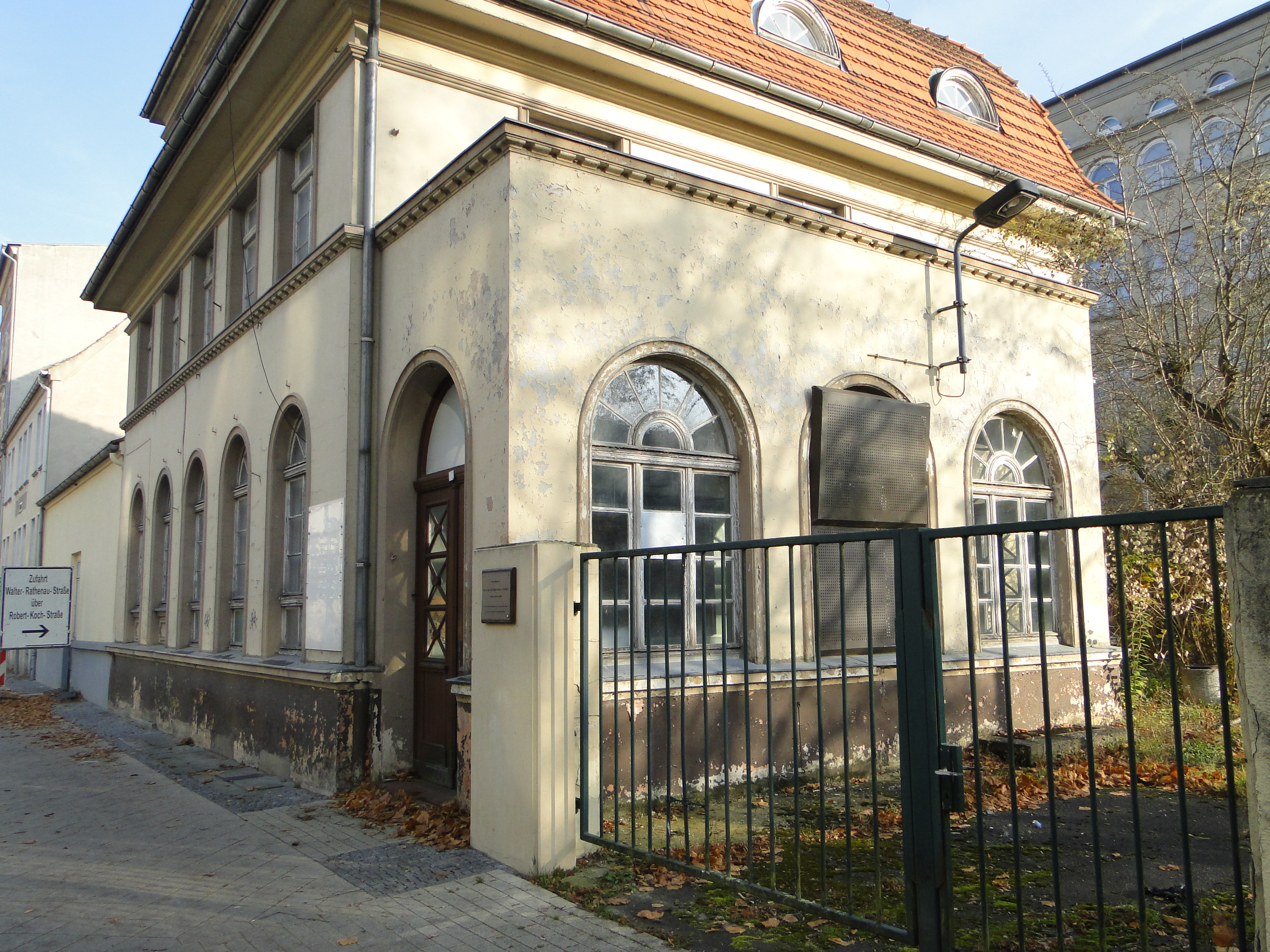
Ehem. Pförtnerhaus
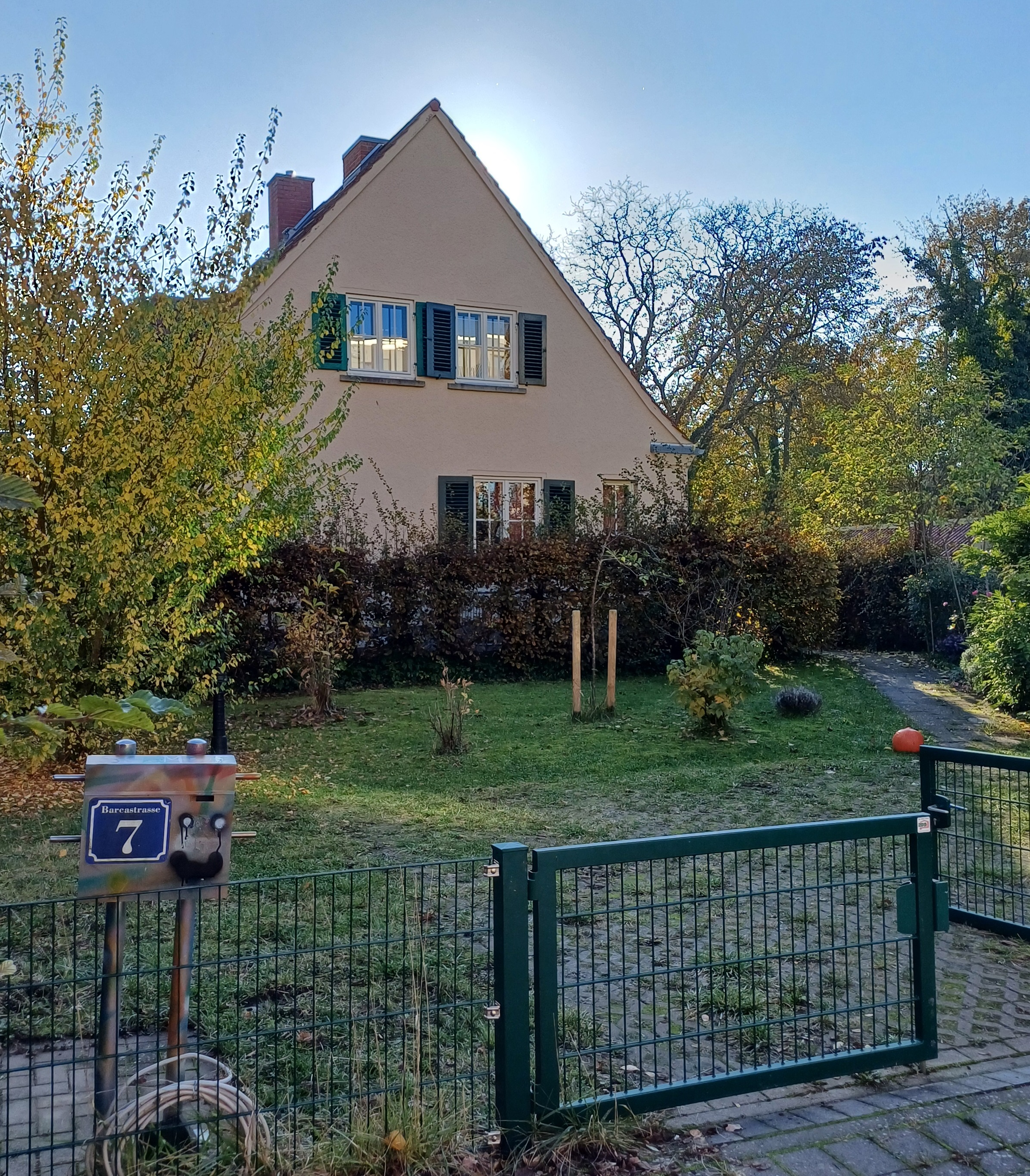
Ehem. Wohnhaus des Chefarztes, Barcastraße 7
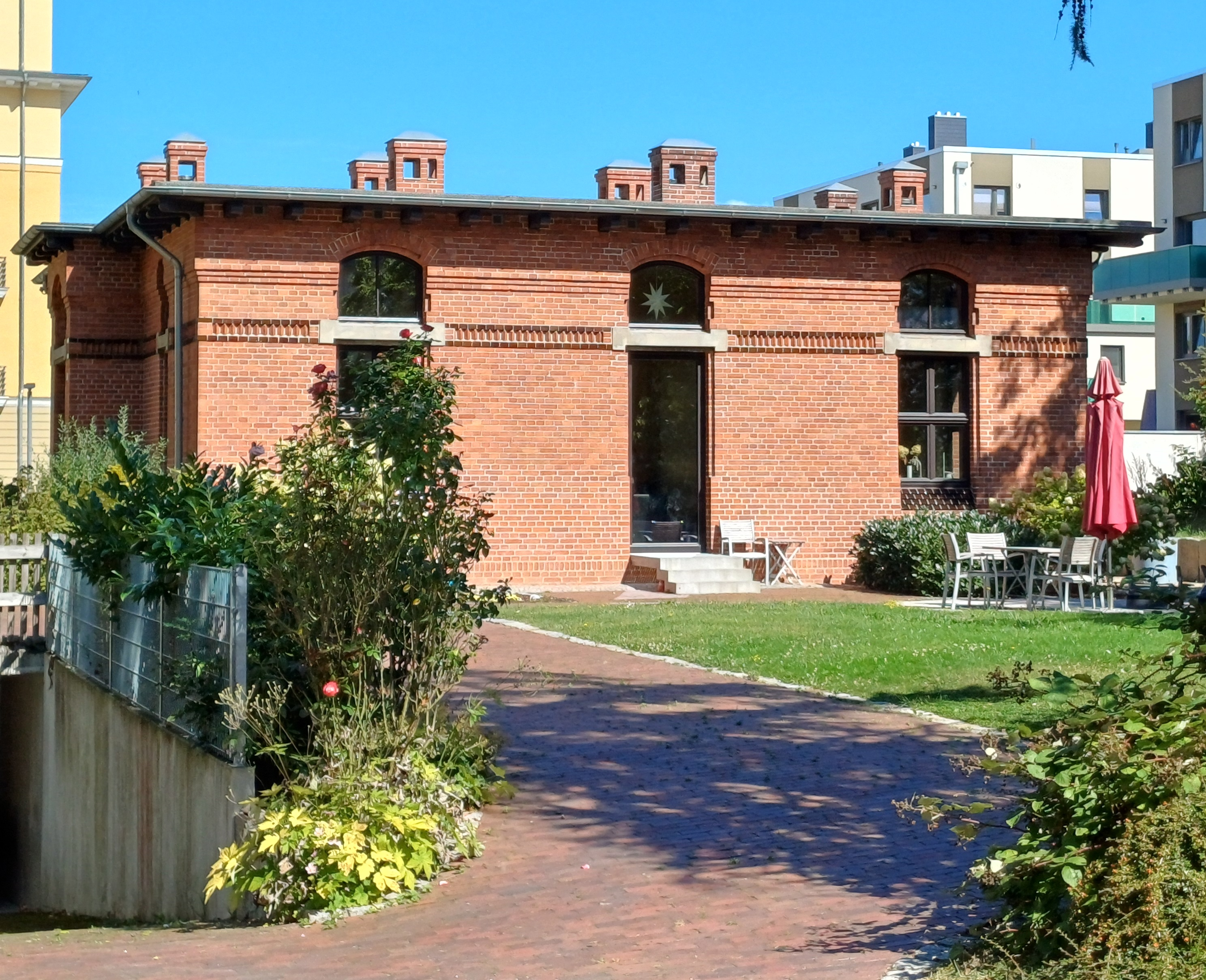
Ehem. Heizhaus, Hospitalstraße 7
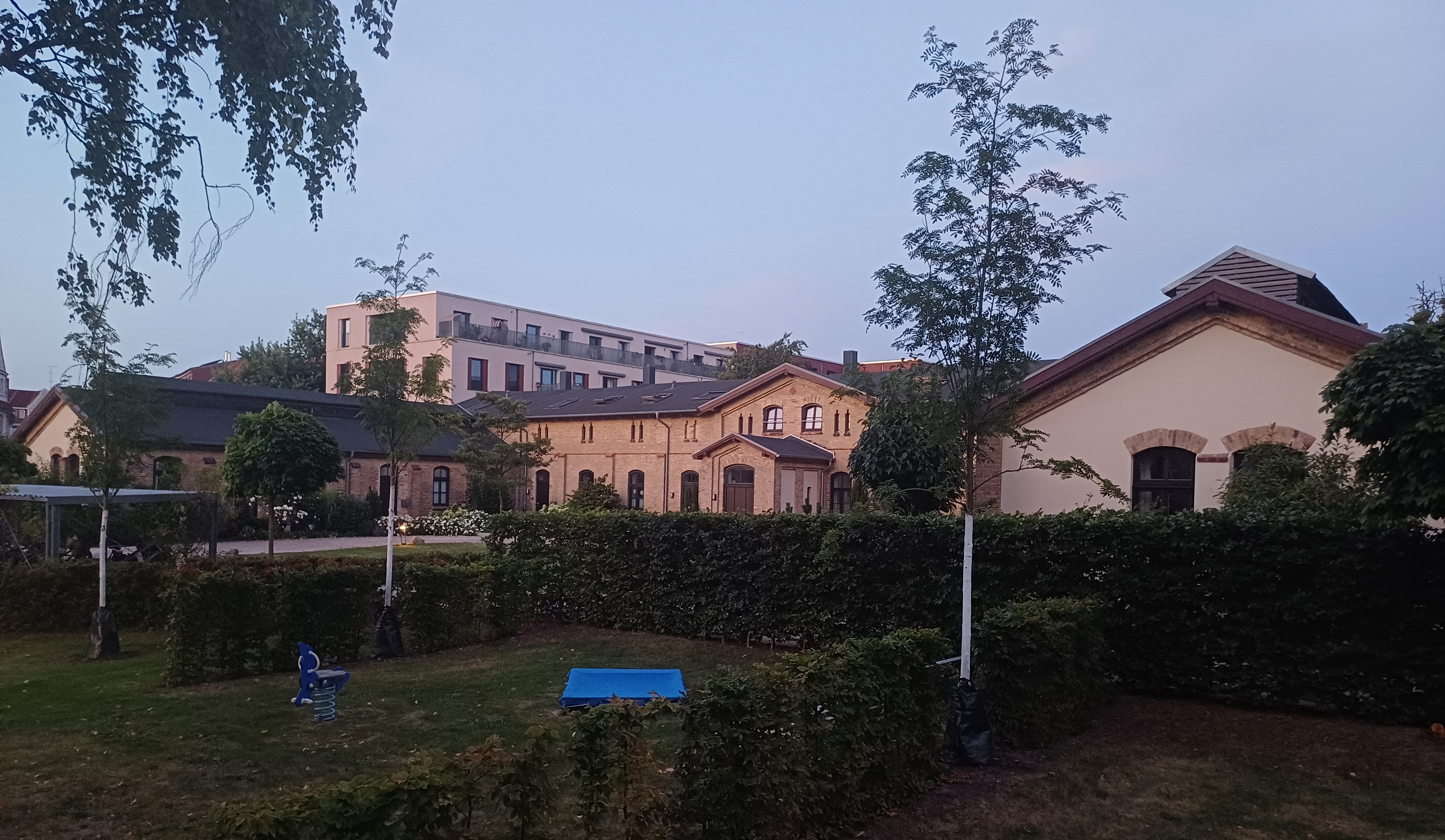
Ehem. Siechenhaus von 1901, Robert-Koch-Straße 22–34